# Secrets of Sulphur Springs
Secrets of Sulphur Springs é uma série de televisão americana. A série estreou no Disney Channel em 15 de janeiro de 2021. No Brasil, a série estreou com exclusividade no Disney+, em 18 de junho de 2021. Em Portugal, estreou a 1 de maio de 2021 no Disney Channel.
 A segunda temporada foi anunciada antes do lançamento da série, que consistiria em 8 episódios e estreou em 14 de janeiro de 2022 no Disney Channel nos Estados Unidos. No Brasil, os episódios foram publicados em 27 de abril no Disney +. Em Portugal, será lançada em 23 de maio de 2022 en Disney Channel.
A série se passa na cidade fictícia de Sulphur Springs, na Louisiana. Conta a história de uma família que se muda para cidade e compra o hotel assombrando da cidade.

## Sinopse
É sobre um menino e sua família se movendo para um suposto hotel assombrado no meio de uma pequena cidade.

## Episodios
| Temporada | Temporada | Episódios | Estados Unidos        | Estados Unidos          | Brasil              | Brasil              | Portugal           | Portugal           |
| Temporada | Temporada | Episódios | Começar               | Final                   | Começar             | Final               | Começar            | Final              |
| --------- | --------- | --------- | --------------------- | ----------------------- | ------------------- | ------------------- | ------------------ | ------------------ |
|           | 1         | 11        | 15 de janeiro de 2021 | 12 de março de 2021     | 18 de junho de 2021 | 18 de junho de 2021 | 1 de maio de 2021  | 2 de maio de 2021  |
|           | 2         | 8         | 14 de janeiro de 2022 | 25 de fevereiro de 2022 | 27 de abril de 2022 | 27 de abril de 2022 | 23 de maio de 2022 | 2 de junho de 2022 |

### Primeira temporada (2021)
| #  | Títulos | Dirigido por       | Escrito por         | Estreias                                                      | Audiência (em milhões) |
| -- | --- | ------------------ | ------------------- | ------------------------------------------------------------- | ---------------------- |
| 1  | "Era Uma Vez (BR)/(PT)" "Once Upon a Time"                                                                     | Jennifer Phang     | Tracey Thomson      | 15 de janeiro de 2021 18 de junho de 2021 1 de maio de 2021   | 0.52                   |
| 2  | "Em Algum Lugar no Tempo (BR) Algures no Tempo (PT)" "Somewhere in Time"                                       | Fred Gerber        | Tracey Thomson      | 15 de janeiro de 2021 18 de junho de 2021 1 de maio de 2021   | 0.52                   |
| 3  | "Saído do Tempo (BR) Descoberto no Tempo (PT)" "Straight Outta Time"                                           | Fred Gerber        | Charles Pratt, Jr.  | 15 de janeiro de 2021 18 de junho de 2021 1 de maio de 2021   | 0.52                   |
| 4  | "É Hora de Encarar a Música (BR) Tempo de Enfrentar a Música (PT)" "Time to Face the Music"                    | Patricia Cordoso   | Lindsey Klingele    | 22 de janeiro de 2021 18 de junho de 2021 1 de maio de 2021   | 0.40                   |
| 5  | "Salsa, Sálvia, Alecrim e Tempo (BR)/(PT)" "Parsley, Sage, Rosemary and Time"                                  | Patricia Cordoso   | R. Lee Fleming, Jr. | 29 de janeiro de 2021 18 de junho de 2021 1 de maio de 2021   | 0.42                   |
| 6  | "Dobra no Tempo (BR) Tempo Distorcido (PT)" "Time Warped"                                                      | Robert J. Metoyer  | Elena Song          | 5 de fevereiro de 2021 18 de junho de 2021 1 de maio de 2021  | 0.48                   |
| 7  | "Há Muito Tempo (BR) Desaparecida Há Muito (PT)" "Long Time Gone"                                              | Robert J. Metoyer  | Katherine Kearns    | 12 de fevereiro de 2021 18 de junho de 2021 2 de maio de 2021 | 0.38                   |
| 8  | "Se Eu Pudesse Voltar no Tempo (BR) Se Eu Pudesse Fazer o Tempo Voltar Atrás (PT)" "If I Could Turn Back Time" | Mary Lou Belli     | Tracey Thomson      | 19 de fevereiro de 2021 18 de junho de 2021 2 de maio de 2021 | 0.54                   |
| 9  | "Com o Passar do Tempo (BR) Enquanto o Tempo Passa (PT)" "As Time Goes By"                                     | Mary Lou Belli     | Elena Song          | 26 de fevereiro de 2021 18 de junho de 2021 2 de maio de 2021 | 0.52                   |
| 10 | "Não Há Tempo Como o Presente (BR)/(PT)" "No Time Like the Present"                                            | Charles Pratt, Jr. | R. Lee Flaming, Jr. | 5 de março de 2021 18 de junho de 2021 2 de maio de 2021      | 0.47                   |
| 11 | "Hora Após Hora (BR) Uma e Outra Vez (PT)" "Time After Time"                                                   | Charles Pratt, Jr. | Charles Pratt, Jr.  | 12 de março de 2021 18 de junho de 2021 2 de maio de 2021     | 0.58                   |

## Elenco
- Preston Oliver como Griffin Campbell
- Landon Gordon como Wyatt Campbell
- Madeleine McGraw como Zoey Campbell
- Josh Braaten como Ben Campbell
- Jake Melrose como o jovem Ben
- Kelly Frye como Sarah Campbell
- Kyliegh Curran como Harper
- Elle Graham como Savannah
- Nhedrick Jabier como Nate
- Bryant Tardy como Topher
- Trina LaFargue como Conselheira Becky
- Jim Gleason como Senhor Bennett Campbell
- Diandra Lyle como Jess Dunn
- Izabela Rose como a jovem Jess
- Billy Slaughter como Deputado Stevens

## Produção
A série foi filmada na Louisiana.